# 伊那路號列車
伊那路號列車（日语： Inaji */?）是日本東海旅客鐵道（JR東海）由飯田線豐橋站 - 飯田站間運行的特急列車。

## 運行形態

### 定期列車
- 「伊那路」為名、1日2往復運行。
- 使用車輛、373系。
- 飯田線因為線形不佳、表定速度是日本特急列車中第2慢[註 1]。
- 運轉區間與列車編號為2XM（X為號數）。
- 豐橋站與新幹線「光」接續[註 2]。

### 停車站
豐橋站 - 豐川站 - 新城站 - 本長篠站 - 湯谷溫泉站 - 中部天龍站 - 水窪站 - 平岡站 - 溫田站 - 天龍峽站 - 飯田站
臨時停車站　三河一宮　東新町　三河東郷　大海　長篠城　三河大野　三河槙原　柿平　三河川合　東榮　下川合　佐久間
城西　向市場　大嵐　小和田　中井侍　為栗　田本　唐笠　金野　川路　時又　駄科　伊那八幡　切石

### 擔當車掌區
豐橋運輸區與伊那松島運輸區擔當。

### 過去使用車輛
- 日本國鐵381系

前特急信濃號用車，縮短至4節編組， 停用車體傾斜機能，行走於伊那路81及82號臨時列車。

### 臨時列車
飯田線秘境駅号
從2010年8月至11月的周六、週日和假日，開始行駛臨時特快「飯田線秘境車站號」，使用373系列在豐橋站到天龍峽車站之間運行。至此之後在每年的四月與五月、八月到十月的周六、週日和假日都會運行。
最初“飯田線秘境車站號停靠的秘境車站有小和田、中井侍、為栗、田本、金野與千代車站等六站，隨後增加停靠的特色車站有東榮、大嵐與平岡，2018年年再加入伊那小澤車站，此段路線也被寫入進〈秘境駅へ行こう！ （页面存档备份，存于）〉百大秘境車站內。營運之初為豐橋站到至天龍峽車站間往返，2018年延長為豐橋站至飯田車站往返，並增加停靠新城、中部天龍、浦川車站。2020年秋開始，上行方向列車從駒根車站開始運行（僅限於11月13日至15日，以及21日和22日的飯田站首班車），駒根首班車也增停伊那田島車站。

## 飯田線優等列車沿革

### 天龍號
戰前，1935年至1941年，愛知電氣鐵道飯田線前身的豐川鐵道、鳳來寺鐵道、三信鐵道直通的觀光臨時列車「天龍號」運行。

#### 概要
1935年4月10日，神宮前站 - 中部天龍站間以行樂客為對像開始運行。此時豐川線開通，經伊奈站 - 小坂井站間存在的小坂井支線（1954年廢止）運行。同公司於8月1日與名岐鐵道合併為名古屋鐵道（名鐵），臨時列車繼續運行。
使用車輛與愛知電氣鐵道的最優等列車超特急「朝日（あさひ）號」相同。
第二次世界大戰期間1941年停駛。

### 戰後
- 1956年4月15日：名古屋站 - 中部天龍站間臨時快速列車運行開始。後以「天龍」命名，使用80系。
- 1961年3月1日：名古屋站 - 辰野站間準急列車「伊那」運行開始。
- 1966年3月5日：「伊那」升格為急行列車。4卡編成、3往復運行。（大垣站 - 上諏訪站是最長區間、大垣站 - 名古屋站為普通列車）運轉。
- 1969年7月：「伊那」部份列車增為6卡。
- 1972年3月15日：「伊那」4往復增發。
- 1972年3月29日：「伊那」80系轉換至165系。部份列車增至7卡。
- 1983年7月5日：中央自動車道開通，乘客減少，「伊那」因而廢止。

### 國鐵分割民營化以後
- 1990年：臨時列車大垣站 - 中部天龍站間運行開始。但是，下行為米原站始發運行。
- 1992年12月29日：現行區間臨時急行「伊那路」運行開始。快速停駛。
- 1996年3月16日：「伊那路」增加班次、升格為特急，從臨時列車改為定期班次列車。
- 2007年3月18日：全車輛禁煙。
- 2009年3月14日：豐橋發上午2班、豐橋着下午2班與豐橋發着上午、下午各1班時刻修改。於飯田站實施夜間停泊。

## 關連項目
- 日本列車愛稱一覽
- トロッコファミリー號

## 脚注
1. ↑  日本國内表定速度最低的特急列車是九州旅客鐵道運行的柴聯車特急「隼人之風」。
2. ↑  不是对应全部光號列車

1. ↑  飯田線 秋の臨時列車で行くおすすめ情報PDF - 東海旅客鉄道ニュースリリース 2010年9月10日
2. ↑  【社長会見】飯田線夏のレジャー向け臨時列車の運転について （页面存档备份，存于） - 東海旅客鉄道ニュースリリース 2010年6月17日
3. ↑  “春”の臨時列車のお知らせPDF - 東海旅客鉄道ニュースリリース 2011年1月21日
4. ↑  “夏”の臨時列車のお知らせPDF - 東海旅客鉄道ニュースリリース 2011年5月20日
5. ↑  列車で行く！ 秋のお出かけ情報についてPDF - 東海旅客鉄道ニュースリリース 2018年8月29日